# Pommerol
Pommerol település Franciaországban, Drôme megyében. Lakosainak száma 7 fő (2022. január 1.). Pommerol Moydans, Rosans, La Charce, Cornillac és Valdoule községekkel határos.

## Népesség
A település népességének változása:
| Lakosok száma | 17   | 13   | 14   | 18   | 19   | 20   | 11   | 6    | 5    | 7    |
|               | 1968 | 1982 | 1990 | 2006 | 2013 | 2015 | 2017 | 2019 | 2020 | 2022 |